# Andromeda polifolia
Andromeda polifolia là một loài thực vật có hoa duy nhất trong chi Andromeda, thuộc họ Thạch nam. Loài này được Carl von Linné mô tả khoa học đầu tiên năm 1753.

## Hình ảnh

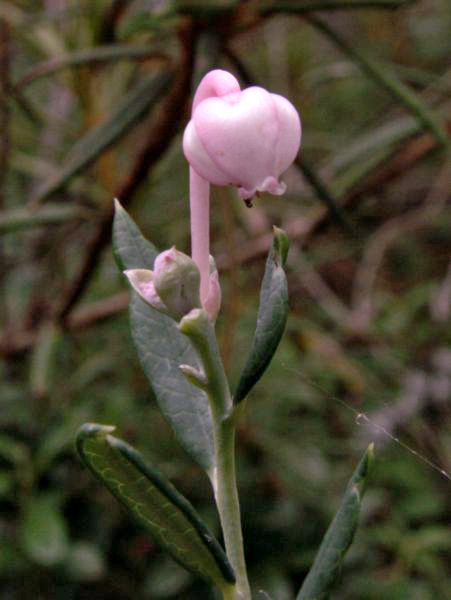
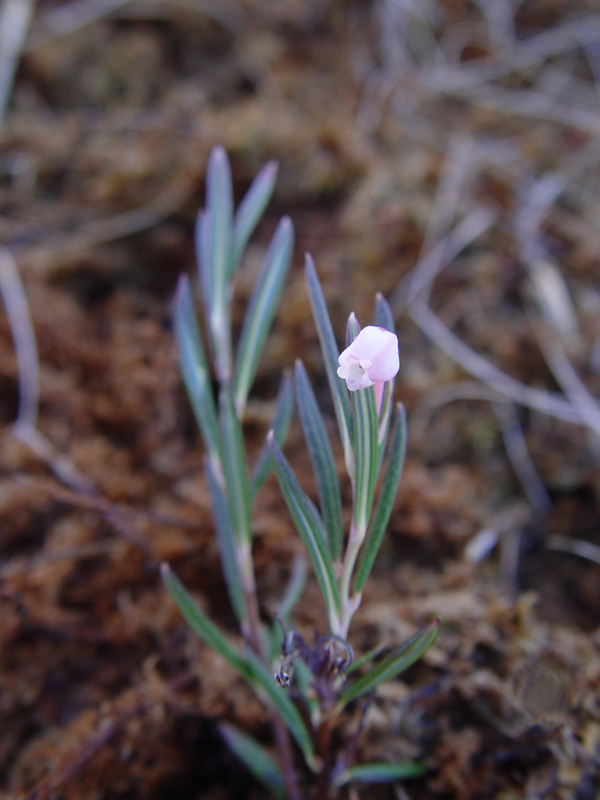
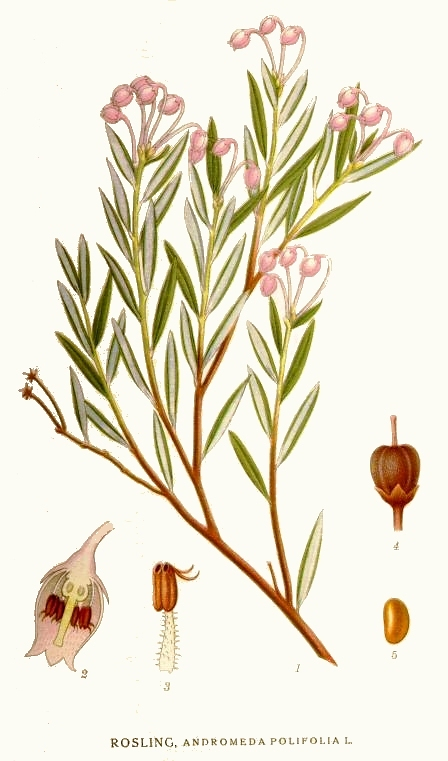
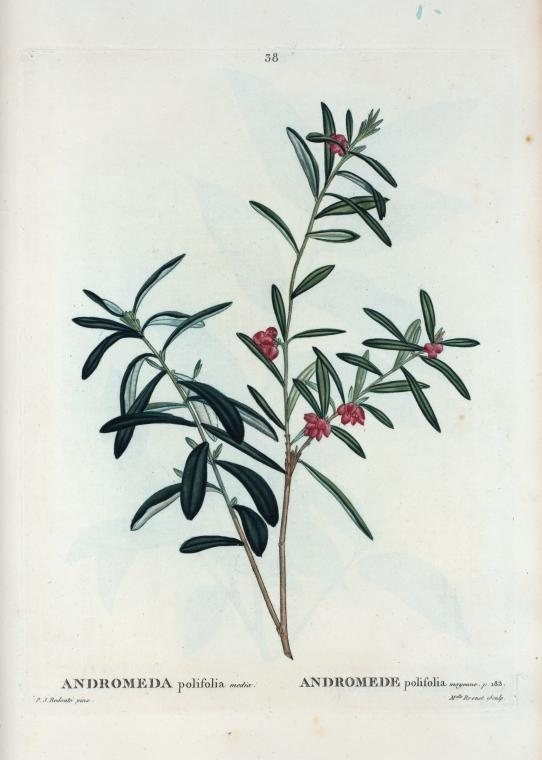